# Neratov v Orlických horách

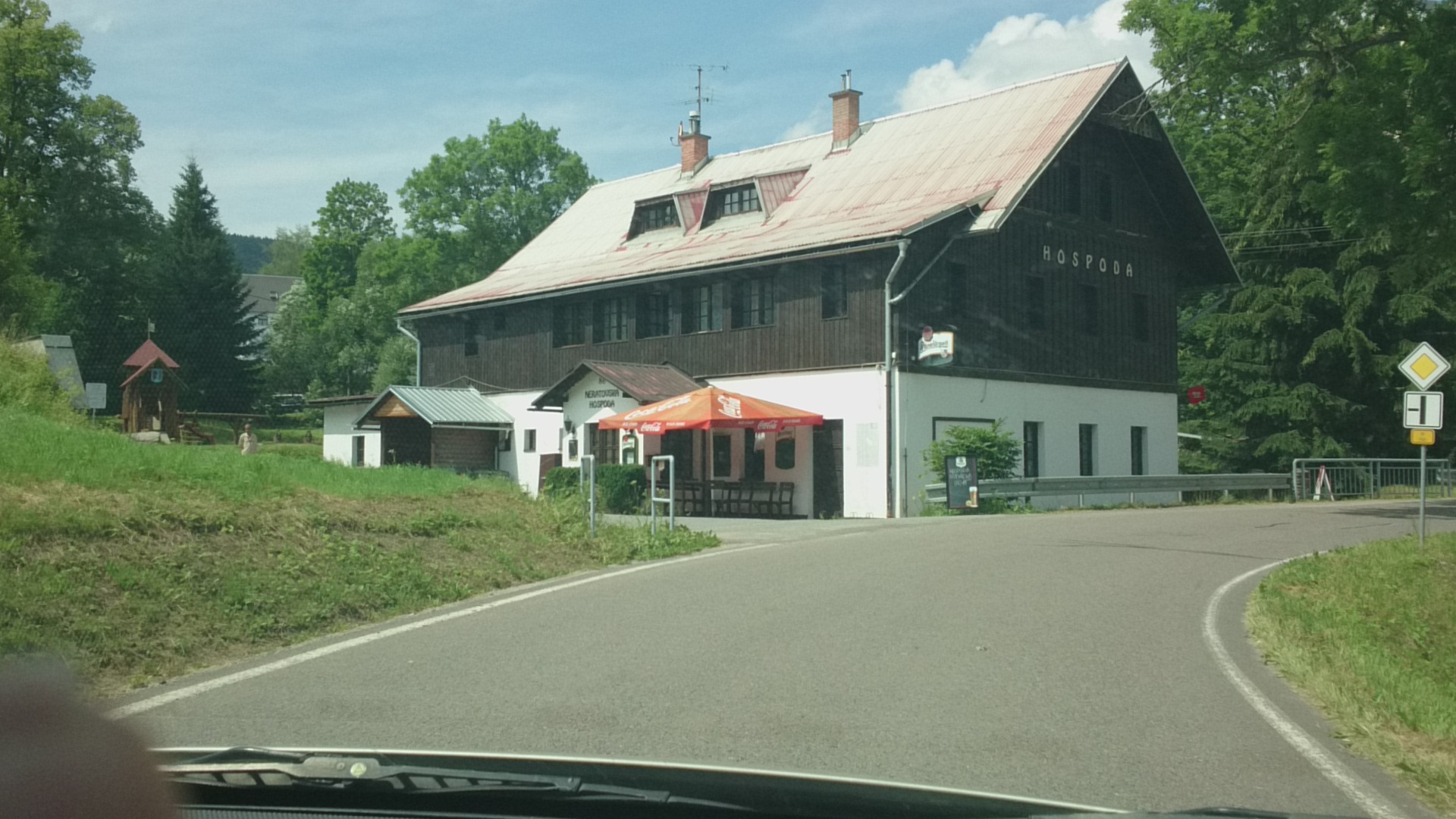
In Neratov v Orlických horách

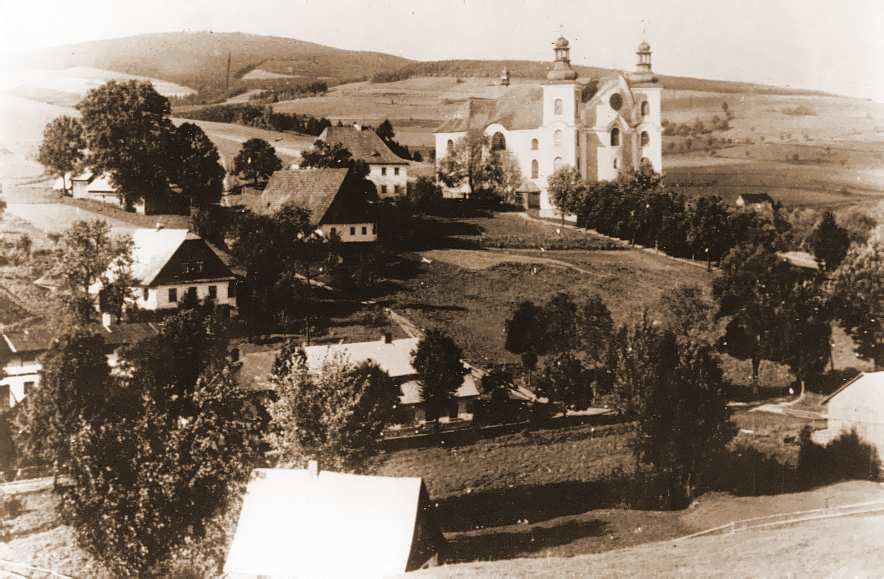
Das Dorf im Jahr 1908

Neratov (deutsch Bärnwald) ist eine Ortslage der Gemeinde Bartošovice v Orlických horách im  Okres Rychnov nad Kněžnou in Tschechien.

## Geographie
Die Ortschaft liegt fünf Kilometer nördlich von Bartošovice v Orlických horách  am östlichen Abhang des Adlergebirges am Fuß des Anenský vrch in einem kleinen Seitental der Erlitz direkt an der Staatsgrenze zu Polen.
Nachbarsiedlungen sind Podlesí und Rudawa im Norden, Poniatów im Nordosten, Gniewoszów im Südosten, Vrchní Orlice im Süden, Hadinec im Südwesten, Říčky v Orlických horách im Westen sowie Nová Ves im Nordwesten.

## Geschichte
Das jetzige Neratov wurde um die Mitte des 16. Jahrhunderts von Jan Licek von Riesenburg (Lickové z Rýzmburka), dem Besitzer der Herrschaft Rokitnitz, gegründet und mit Deutschen aus der benachbarten Grafschaft Glatz besiedelt, die es Bärnwald benannten.
Nach dem Münchner Abkommen wurde der Ort dem Deutschen Reich zugeschlagen und gehörte bis 1945 zum Landkreis Grulich, Regierungsbezirk Troppau, im Reichsgau Sudetenland.
Nach dem Ende des Zweiten Weltkriegs wurden die Deutschen 1945/46 vertrieben. Heute hat Neratov nur wenige ständige Einwohner.
Durch seine Lage im Adlergebirge ist das Dorf ein Erholungsgebiet vor allem für Prager, die nach 1945 das Eigentum an den rund 100 historischen Häusern erwarben.

### Demographie
| Jahr | Einwohner | Anmerkungen |
| ---- | --------- | ----------- |
| 1930 | 378       | [ 2 ]       |
| 1939 | 353       | [ 2 ]       |

## Kirche Mariä Himmelfahrt
Der Grundstein zum Bau der barocken Mariä Himmelfahrtskirche wurde am 14. August 1723 durch Johann Karl von Nostitz gelegt. Die Pläne für den Kirchenbau sollen von dem 1720 verstorbenen Giovanni Battista Alliprandi stammen. Nach Fertigstellung des Baus entwickelte sich Bärnwald zu einem bedeutenden Wallfahrtsort. Das Besondere an diesem Sakralbau ist die Nord-Süd-Ausrichtung, die in Europa einzigartig ist. Im Zuge des Zweiten Weltkriegs wurde die Kirche am 10. Mai 1945 mit einer Panzerfaust der Roten Armee beschossen und brannte aus. Später verfiel die Ruine und wurde demoliert.
Nach der Samtenen Revolution erfolgte in den 1990er-Jahren der Wiederaufbau dieses Bauwerks mit deutscher finanzieller Unterstützung. In der Kirche finden jährlich im August Mariä Himmelfahrtsfeiern statt, zu denen viele Gäste aus dem Ausland pilgern.
Zum Maria Himmelfahrtsfest 2007 wurde ein neues Kirchendach fertiggestellt. Dieses besitzt eine besondere Kreuzform aus Glas, die das Kirchenschiff überspannt, so dass der Himmel sichtbar bleibt.

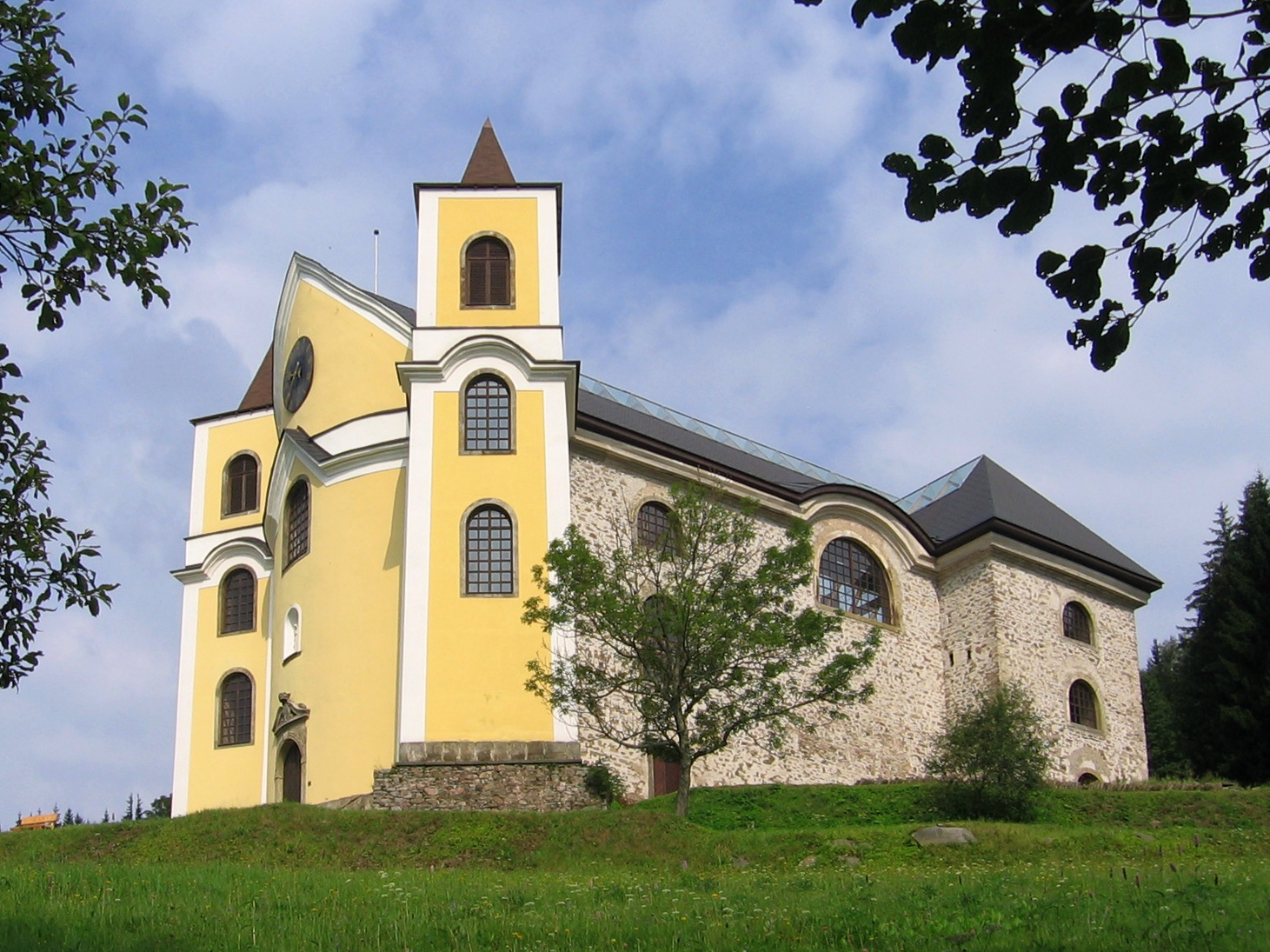
Kirche Mariä Himmelfahrt
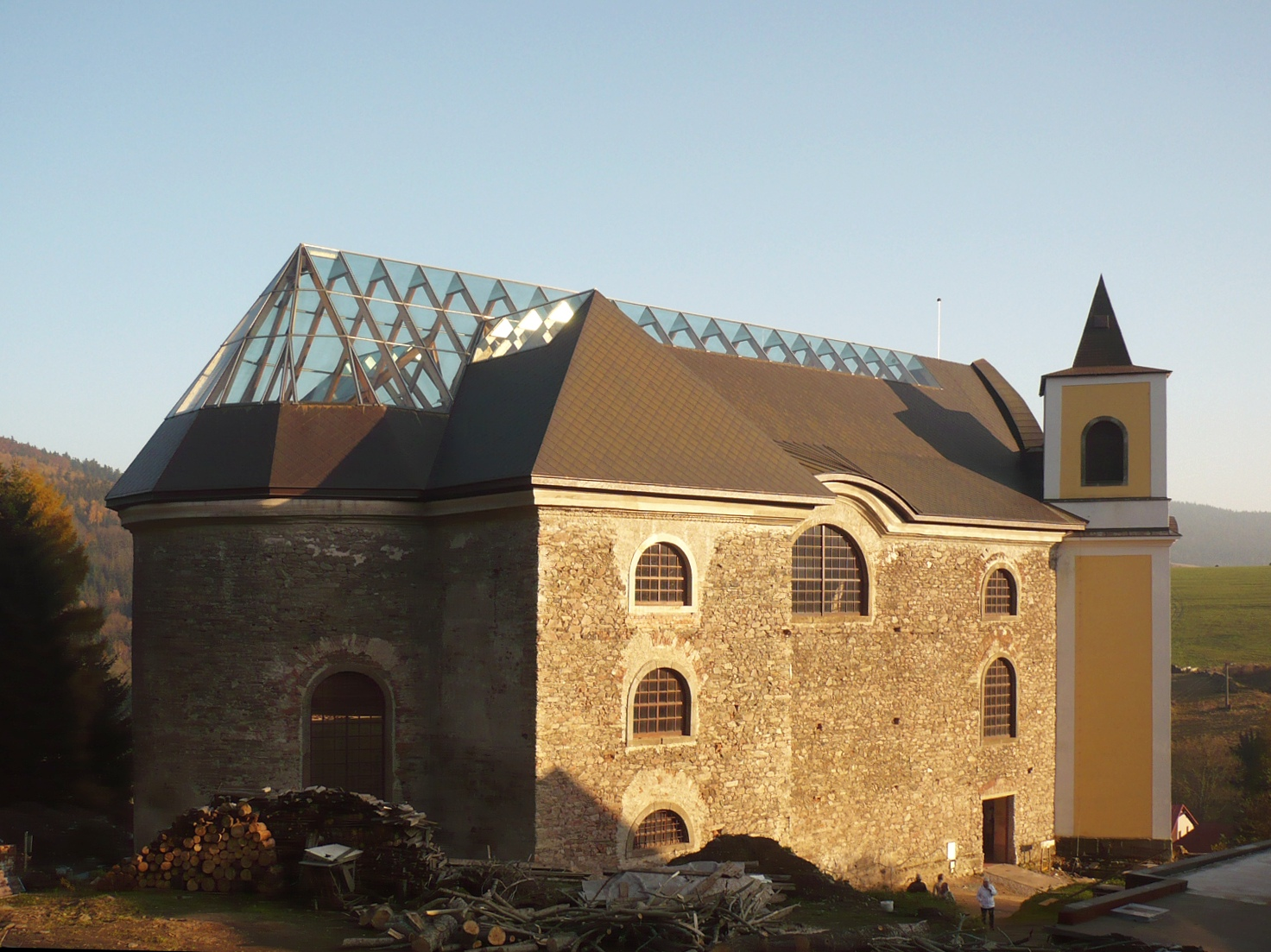
Die Kirche von Nordwesten
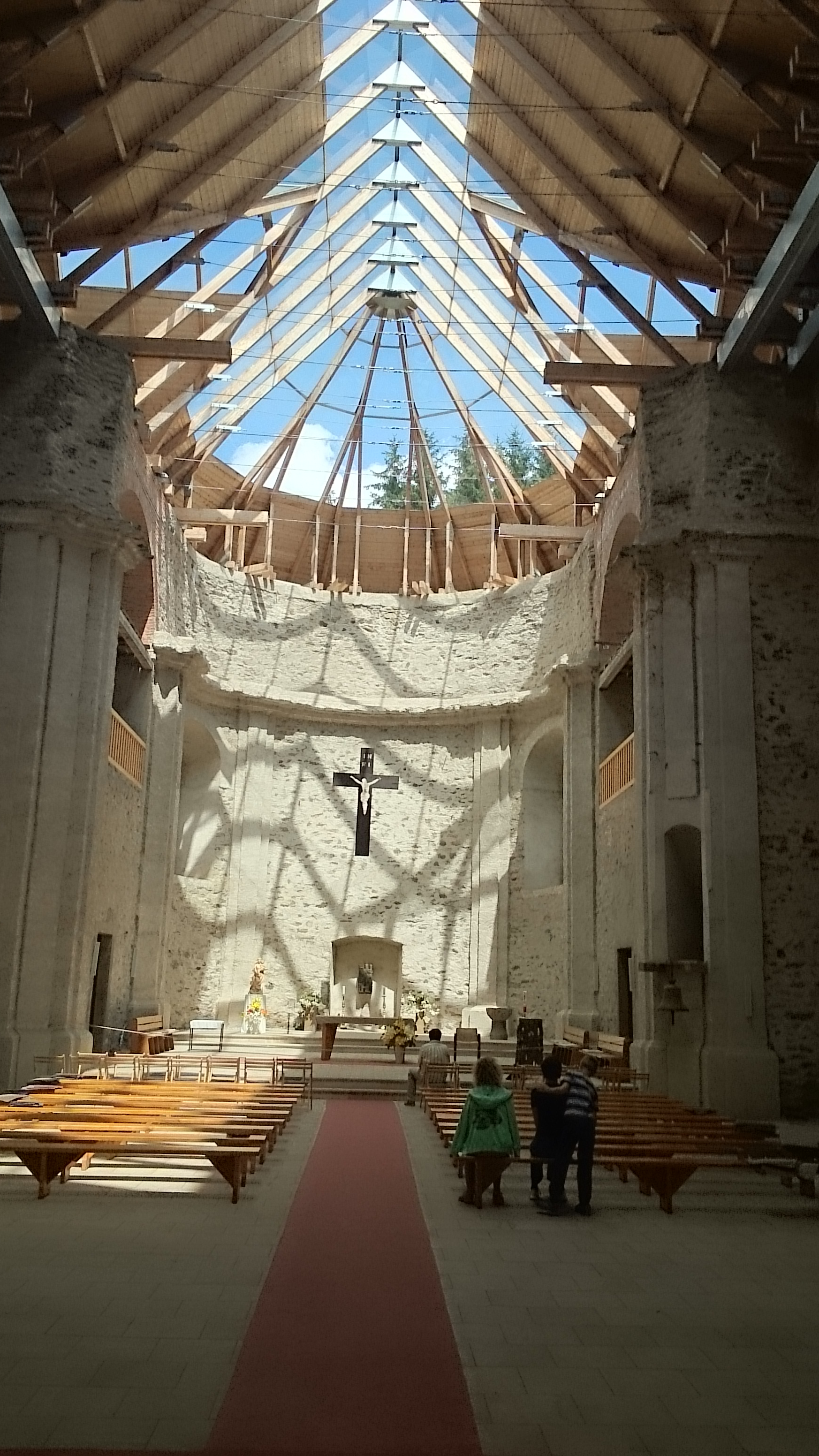
Kirchraum mit neuem Glasdach
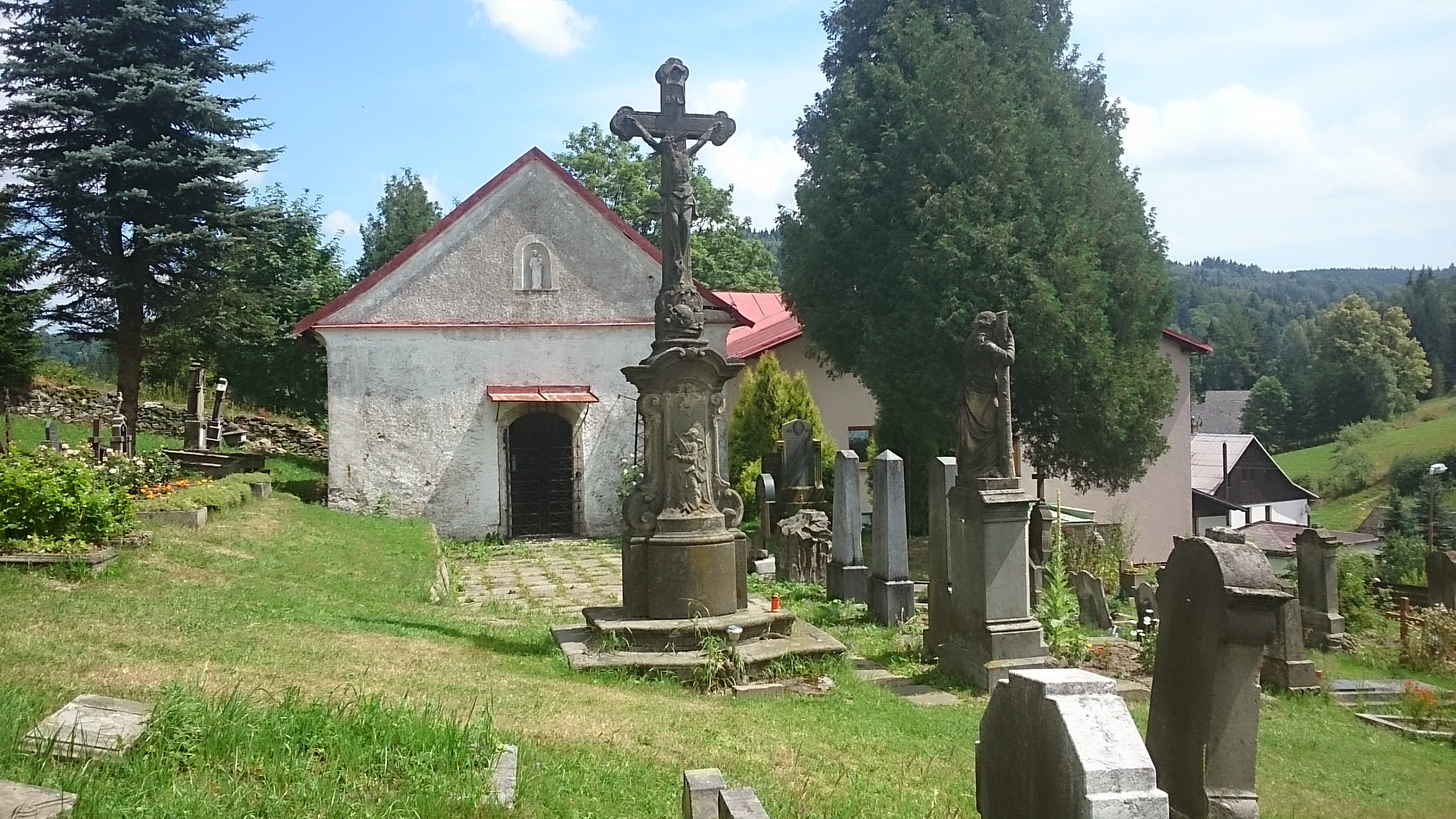
Friedhof mit Kapelle